# 中林賢二郎
中林 賢二郎（なかばやし けんじろう、1919年1月17日 - 1986年1月11日）は、日本の歴史学者。労働運動史を研究した。法政大学教授。

## 経歴
横浜市生まれ。1944年9月、東京帝国大学文学部西洋史学科卒業。翌1944年10月-1946年3月、財団法人東亜研究所に勤務。1946年10月-1951年11月、財団法人政治経済研究所に勤務。のち、1956年5月まで世界労働運動研究協議会事務局に勤務。1957年7月、社会主義経済研究所に入所。1959年10月より学校法人中央労働学園講師を兼任、1976年まで「労働運動と統一戦線」「国際労働運動史」を担当。東京都立大学 (1949-2011)法経学部講師、労働者教育協会理事、中央労働学園理事・常務理事を歴任。
1965年3月社会主義経済研究所を退所、翌4月法政大学大原社会問題研究所に入所。兼任研究員、専任研究員、法政大学社会学部兼任講師を経て、1971年4月より、法政大学社会学部教授。1976年4月-1978年3月、法政大学社会学部長。門下に五十嵐仁（法政大学教授）など

## 著書
- 『世界労働運動の歴史 上・下』労働旬報社 1965
- 『労働運動と統一戦線』労働旬報社 1969
- 『労働組合入門』労働旬報社 1974 (労旬新書)
- 『統一戦線史序説 : 1914-1923 インタナショナルにおける統一と分裂の論理』大月書店 1976
- 『現代労働組合組織論』労働旬報社 1979